# Jean-Baptiste Théodon

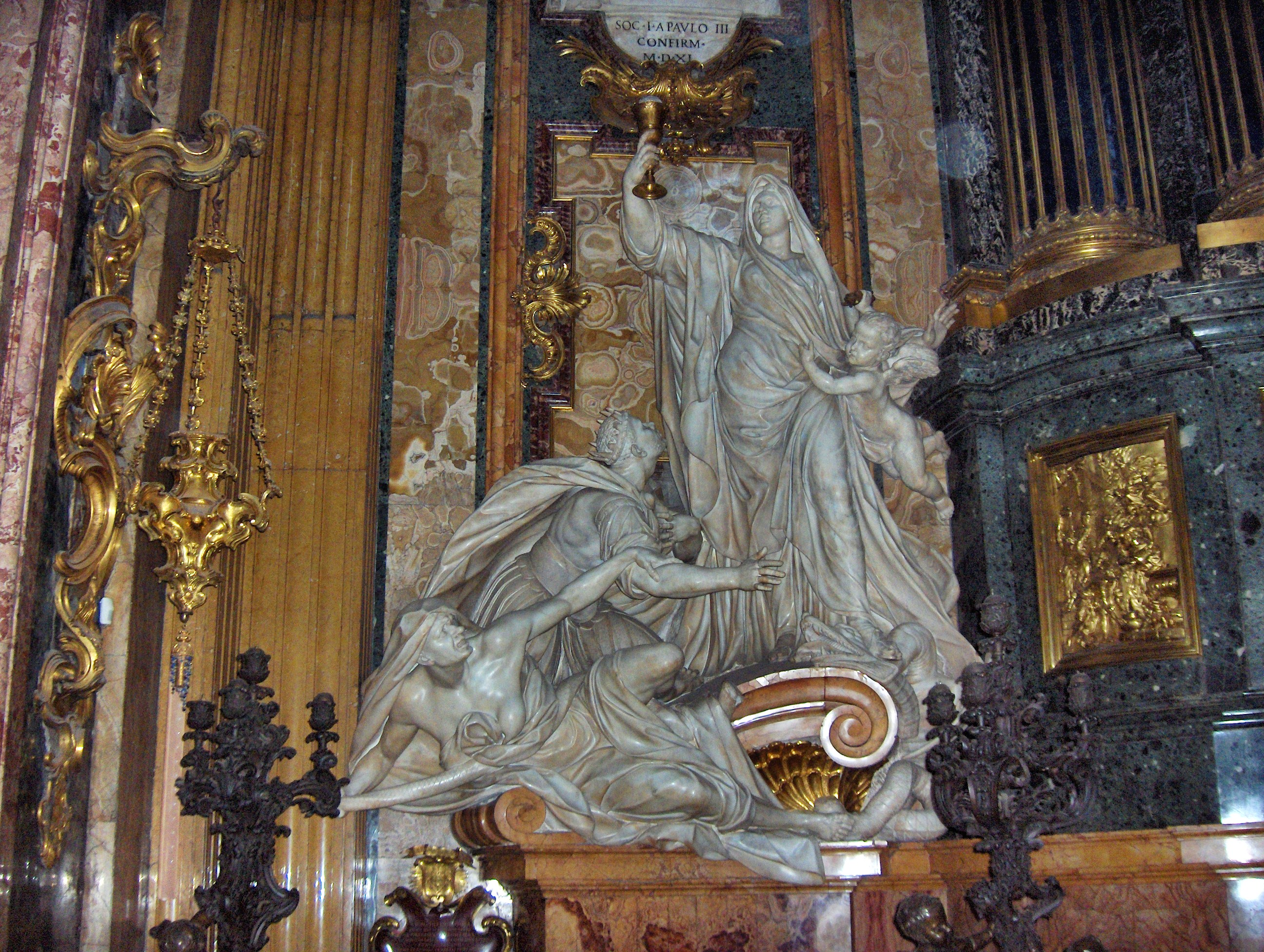
A Fé derrotando a Idolatria

Jean-Baptiste Théodon (Vendrest, 1645 - Paris, 1713) foi um escultor francês.
Educado em Versalhes e nas manufaturas Gobelins, Jean-Baptiste Colbert o fez ingressar em 1675 na Academia da França em Roma, para onde se mudou com a esposa. Seu talento atraiu a atenção dos Papas e congregações religiosas, os jesuítas em particular. Colaborou com Pierre Le Gros, o Jovem, no altar de Santo Inácio na Igreja de Jesus, esculpindo o grande grupo A Fé derrotando a Idolatria. Permaneceu na Itália durante quase trinta anos. Em 1704 estava em Paris, e em 1705 instalou-se em Versalhes, participando das decorações do palácio de Versalhes, especialmente da capela do palácio.